# Europese kampioenschappen veldrijden 2021
De Europese kampioenschappen veldrijden 2021 (officieel: UEC European Cyclo-cross Championships 2021) waren de 19de editie van de Europese kampioenschappen veldrijden georganiseerd door de UEC. Het kampioenschap vond plaats op zaterdag 6 november en zondag 7 november 2021 in het Nederlandse Wijster op de VAM-berg. Het kampioenschap werd georganiseerd door samenwerkingsverband Libema & Courage Events onder auspiciën van de Europese Wielerunie.
Het kampioenschap bestond uit de volgende categorieën:
| Mannen elite (23 jaar en ouder)   | 0000 1999 en ouder |
| Mannen beloften (19 t/m 22 jaar)  | 0000 2000 - 2003   |
| Jongens junioren (17 t/m 18 jaar) | 0000 2004 - 2005   |
|                                   |                    |
| Vrouwen elite (23 jaar en ouder)  | 0000 1999 en ouder |
| Vrouwen beloften (19 t/m 22 jaar) | 0000 2000 - 2003   |
| Meisjes junioren (17 t/m 18 jaar) | 0000 2004 - 2005   |

## Programma
Alle tijden zijn lokaal (UTC+1).
| Datum                    | Tijd          | Categorie        |
| ------------------------ | ------------- | ---------------- |
| Zaterdag 6 november 2021 | 11:00 - 12:00 | Meisjes junioren |
| Zaterdag 6 november 2021 | 13:15 - 14:00 | Mannen beloften  |
| Zaterdag 6 november 2021 | 15:00 - 16:00 | Vrouwen elite    |
| Zondag 7 november 2021   | 11:00 - 12:00 | Jongens junioren |
| Zondag 7 november 2021   | 13:15 - 14:00 | Vrouwen beloften |
| Zondag 7 november 2021   | 15:00 - 16:05 | Mannen elite     |

## Belgische en Nederlandse selectie

### België
- Mannen elite − Jens Adams, Toon Aerts, Quinten Hermans, Eli Iserbyt, Daan Soete, Laurens Sweeck, Toon Vandebosch, Michael Vanthourenhout
- Vrouwen elite − Sanne Cant, Alicia Franck, Marthe Truyen, Suzanne Verhoeven
- Mannen beloften − Anton Ferdinande, Gerben Kuypers, Witse Meeussen, Jente Michels, Thibau Nys, Niels Vandeputte, Emiel Verstrynge, Joran Wyseure
- Vrouwen beloften − Julie Brouwers, Kiona Crabbé, Julie De Wilde, Sterre Vervloet
- Jongens junioren − Senne Bauwens, Niels Ceulemans, Yordi Corsus, Kay De Bruyckere, Kenay De Moyer, Aaron Dockx, Iben Rommelaere, Viktor Vandenberghe
- Meisjes junioren − Nette Coppens, Xenna De Bruyckere, Febe De Smedt, Cleo Kiekens, Fleur Moors, Lore Sas, Chloë Van den Eede, Xaydee Van Sinaey[2]

### Nederland
- Mannen elite − Lars van der Haar, Corné van Kessel, Joris Nieuwenhuis, Stan Godrie
- Vrouwen elite − Lucinda Brand, Annemarie Worst, Denise Betsema, Yara Kastelijn, Ceylin del Carmen Alvarado, Inge van der Heijden, Manon Bakker, Aniek van Alphen
- Mannen beloften − Pim Ronhaar, Ryan Kamp, Mees Hendrikx, Luke Verburg, Hugo Kars, Tibor del Grosso, Danny van Lierop, Bailey Groenendaal
- Vrouwen beloften − Puck Pieterse, Shirin van Anrooij, Fem van Empel, Femke Gort, Isa Nomden, Iris Offerein
- Jongens junioren − David Haverdings, Mika Vijfvinkel, Guus van den Eijnden, Menno Huising, Bart Kortleve, Jari Prins, Jelte Jochems
- Meisjes junioren − Leonie Bentveld, Mirre Knaven, Lauren Molengraaf, Bibi Verzijl, Nienke Vinke, Pem Hoefmans[3]

## Medailleoverzicht
| Onderdeel        | Goud               | Goud     | Zilver           | Zilver  | Brons                  | Brons   |
| ---------------- | ------------------ | -------- | ---------------- | ------- | ---------------------- | ------- |
| Mannen           |                    |          |                  |         |                        |         |
| Mannen elite     | Lars van der Haar  | 1u01'41" | Quinten Hermans  | + 25"   | Michael Vanthourenhout | + 54"   |
| Mannen beloften  | Ryan Kamp          | 50'03"   | Niels Vandeputte | + 1"    | Thibau Nys             | + 1"    |
| Jongens junioren | Aaron Dockx        | 47'06"   | David Haverdings | + 47"   | Luca Paletti           | + 48"   |
| Vrouwen          |                    |          |                  |         |                        |         |
| Vrouwen elite    | Lucinda Brand      | 48'22"   | Kata Blanka Vas  | + 56"   | Yara Kastelijn         | + 1'02" |
| Vrouwen beloften | Shirin van Anrooij | 44'09"   | Puck Pieterse    | + 17"   | Fem van Empel          | + 1'03" |
| Meisjes junioren | Zoe Bäckstedt      | 44'01"   | Leonie Bentveld  | + 1'06" | Nienke Vinke           | + 1'30" |

## Resultaten

### Mannen elite
| Plaats                  | Naam                   | Tijd     |
| ----------------------- | ---------------------- | -------- |
| Europeese kampioenstrui | Lars van der Haar      | 1'01'41" |
| Zilver                  | Quinten Hermans        | 25"      |
| Brons                   | Michael Vanthourenhout | 54"      |
| 4                       | Toon Aerts             | 1'34"    |
| 5                       | Laurens Sweeck         | 1'52"    |
| 6                       | Jens Adams             | 2'07"    |
| 7                       | Joshua Dubau           | 2'50"    |
| 8                       | Joris Nieuwenhuis      | 2'58"    |
| 9                       | Jakob Dorigoni         | 3'00"    |
| 10                      | Daan Soete             | 3'05"    |

### Vrouwen elite
| Plaats                  | Naam                       | Tijd    |
| ----------------------- | -------------------------- | ------- |
| Europeese kampioenstrui | Lucinda Brand              | 48'22"  |
| Zilver                  | Kata Blanka Vas            | + 56"   |
| Brons                   | Yara Kastelijn             | + 1'02" |
| 4                       | Ceylin del Carmen Alvarado | + 1'29" |
| 5                       | Denise Betsema             | + 2'01" |
| 6                       | Hélène Clauzel             | + 2'21" |
| 7                       | Annemarie Worst            | + 2'34" |
| 8                       | Alice Maria Arzuffi        | + 2'50" |
| 9                       | Silvia Persico             | + 2'58" |
| 10                      | Sanne Cant                 | + 3'04" |

### Mannen beloften
| Plaats                  | Naam             | Tijd   |
| ----------------------- | ---------------- | ------ |
| Europeese kampioenstrui | Ryan Kamp        | 50'03" |
| Zilver                  | Niels Vandeputte | + 1"   |
| Brons                   | Thibau Nys       | z.t.   |
| 4                       | Joran Wyseure    | + 8"   |
| 5                       | Emiel Verstrynge | + 15"  |
| 6                       | Cameron Mason    | + 19"  |
| 7                       | Witse Meeussen   | + 26"  |
| 8                       | Jente Michels    | + 29"  |
| 9                       | Filippo Fontana  | + 35"  |
| 10                      | Pim Ronhaar      | + 42"  |

### Vrouwen beloften
| Plaats                  | Naam               | Tijd    |
| ----------------------- | ------------------ | ------- |
| Europeese kampioenstrui | Shirin van Anrooij | 44'09"  |
| Zilver                  | Puck Pieterse      | + 17"   |
| Brons                   | Fem van Empel      | + 1'03" |
| 4                       | Line Burquier      | + 1'19" |
| 5                       | Amandine Fouquenet | + 1'40" |
| 6                       | Gaia Realini       | + 2'47" |
| 7                       | Marie Schreiber    | z.t.    |
| 8                       | Kristýna Zemanová  | + 3'10" |
| 9                       | Millie Couzens     | + 3'13" |
| 10                      | Josie Nelson       | + 3'20" |

## Medaillespiegel
| Plaats | Land                | Goud | Zilver | Brons | Totaal |
| 1      | Nederland           | 4    | 3      | 3     | 10     |
| 2      | België              | 1    | 2      | 2     | 5      |
| 3      | Verenigd Koninkrijk | 1    | 0      | 0     | 1      |
| 4      | Hongarije           | 0    | 1      | 0     | 1      |
| 5      | Italië              | 0    | 0      | 1     | 1      |
| Totaal | Totaal              | 6    | 6      | 6     | 18     |

## Reglementen

### Landenquota
Nationale federaties mochten per categorie het volgende aantal deelnemers inschrijven:
- 8 rijders + 4 reserve rijders

### Startvolgorde
De startvolgorde per categorie was als volgt:
1. Meest recente UCI ranking veldrijden
2. Niet gerangschikte renners: per land in rotatie (o.b.v. het landenklassement van het laatste WK). De startvolgorde van niet gerangschikte renners binnen een team werd bepaald door de nationale federatie.

### Prijzengeld
In onderstaande tabel vindt u de verdeling van het prijzengeld per categorie:
| Pos.   | Mannen elite | Vrouwen elite | Mannen U23 | Vrouwen U23 | Jongens junioren | Meisjes junioren |
| ------ | ------------ | ------------- | ---------- | ----------- | ---------------- | ---------------- |
| 1.     | € 1.400      | € 1.400       | € 700      | € 700       | € 350            | € 350            |
| 2.     | € 800        | € 800         | € 400      | € 400       | € 200            | € 200            |
| 3.     | € 600        | € 600         | € 300      | € 300       | € 150            | € 150            |
| Totaal | € 2.800      | € 2.800       | € 1.400    | € 1.400     | € 700            | € 700            |

## Organisatie
Courage Events had het exclusieve recht om vanuit de rechtenhouder EUC, om het EK veldrijden 2021 te exporteren. Libéma Profcycling BV heeft bemiddeld tussen UEC en Courage events om het EK veldrijden 2021 naar Drenthe te halen en Courage Events het exclusieve recht op organisatie te gunnen. Stichting Wieler Promotion Oostermoer, dat elk jaar de Cyclocross Gieten organiseert, was betrokken als organisatiepartner.

### Financiën
| Kosten                                   | Kosten    |                                      | Opbrengsten         | Opbrengsten |
| ---------------------------------------- | --------- | ------------------------------------ | ------------------- | ----------- |
| Organisatiekosten                        | € 450.000 | Bijdrage provincie Drenthe           | € 350.000 € 619.500 |             |
| Kosten voor infrastructuur op Col du VAM | € 130.000 | Sponsorwerving, etc.                 | € 269.500           |             |
| Fee EUC                                  | € 195.000 | Commerciële inkomsten Courage Events | € 125.000           |             |
| Fee Libéma Profcycling BV                | € 19.500  | Commerciële inkomsten Libema         | € 50.000            |             |
| Totaal                                   | € 794.500 | Totaal                               | € 794.500           |             |

In het bidbook werd uitgegaan van een bijdrage van de provincie Drenthe van € 619.500. Binnen het voorgestelde bedrag van € 619.500 waren een aantal besparingen mogelijk onder andere door extra sponsors te werven. De verantwoordelijkheid hiervoor wilde de provincie niet op zich nemen. Daarom had de provincie Drenthe een bijdrage van € 350.000 toegezegd vanuit het budget voor Sporten en bewegen/Kwaliteitsimpuls voor bovenregionale sportaccommodaties. Voor de resterende € 269.500 werden door de organisator afspraken gemaakt met andere partners. De organisator had aangegeven dat dit haalbaar was.
| Kosten                         | Kosten    |                            | Opbrengsten | Opbrengsten |
| ------------------------------ | --------- | -------------------------- | ----------- | ----------- |
|                                |           | Bijdrage provincie Drenthe | € 350.000   |             |
| Bijdrage sponsoren en partners | € 187.500 |                            |             |             |
| Bijdrage ministerie van VWS    | € 167.500 |                            |             |             |
| Ticketverkoop                  | € 26.000  |                            |             |             |
| Totaal                         | € 731.000 | Totaal                     | € 731.000   |             |

## Uitzendschema
| Land       | Zender                                     | Datum               | Tijd          | Categorie                  |
| ---------- | ------------------------------------------ | ------------------- | ------------- | -------------------------- |
| Europa     | Eurosport Player (digitaal platform)       | Zaterdag 6 november | 13:15 - 14:25 | Mannen beloften (live)     |
| Europa     | Eurosport Player (digitaal platform)       | Zaterdag 6 november | 15:00 - 16:15 | Vrouwen elite (live)       |
| Europa     | Eurosport Player (digitaal platform)       | Zondag 7 november   | 13:15 - 14:25 | Vrouwen beloften (live)    |
| Europa     | Eurosport Player (digitaal platform)       | Zondag 7 november   | 15:00 - 16:15 | Mannen elite (live)        |
| Europa     | Eurosport 1                                | Zondag 7 november   | 17:00 - 18:00 | Vrouwen elite (uitgesteld) |
| Europa     | Eurosport 1                                | Zondag 7 november   | 18:00 - 19:00 | Mannen elite (uitgesteld)  |
| Pan-Europa | Global Cycling Network (digitaal platform) | Zaterdag 6 november | 13:15 - 14:25 | Mannen beloften (live)     |
| Pan-Europa | Global Cycling Network (digitaal platform) | Zaterdag 6 november | 15:00 - 16:15 | Vrouwen elite (live)       |
| Pan-Europa | Global Cycling Network (digitaal platform) | Zondag 7 november   | 13:15 - 14:25 | Vrouwen beloften (live)    |
| Pan-Europa | Global Cycling Network (digitaal platform) | Zondag 7 november   | 15:00 - 16:15 | Mannen elite (live)        |
| België     | Eén (Sporza)                               | Zaterdag 6 november | 14:50 - 16:10 | Vrouwen elite (live)       |
| België     | Eén (Sporza)                               | Zondag 7 november   | 14:50 - 16:20 | Mannen elite (live)        |
| Denemarken | TV 2 Play (digitaal platform)              | Zaterdag 6 november | 14:50 - 16:20 | Vrouwen elite (live)       |
| Denemarken | TV 2 Play (digitaal platform)              | Zondag 7 november   | 14:50 - 16:20 | Mannen elite (live)        |
| Frankrijk  | Eurosport 2                                | Zaterdag 6 november | 15:00 - 16:15 | Vrouwen elite (live)       |
| Frankrijk  | Eurosport 2                                | Zondag 7 november   | 15:00 - 16:15 | Mannen elite (live)        |
| Italië     | Rai Sport                                  | Zondag 7 november   | 11:00 - 11:50 | Vrouwen elite (uitgesteld) |
| Italië     | Rai Sport                                  | Zondag 7 november   | 15:00 - 16:15 | Mannen elite (live)        |
| Polen      | Tvsprto.pl                                 | Zaterdag 6 november | 15:00 - 16:00 | Vrouwen elite (live)       |
| Polen      | Tvsprto.pl                                 | Zondag 7 november   | 15:00 - 16:00 | Mannen elite (live)        |
| Nederland  | NPO 1 (NOS)                                | Zaterdag 6 november | 14:45 - 16:15 | Vrouwen elite (live)       |
| Nederland  | NPO 1 (NOS)                                | Zondag 7 november   | 15:00 - 16:20 | Mannen elite (live)        |

In Nederland werd de live-uitzending van de vrouwen bekeken door 996.000 mensen. Deze uitzending duurde 1 uur en 29 minuten. De uitzending van de mannen duurde 1 uur en 37 minuten en is door 1.496.000 mensen bekeken.